# Лядский сельсовет
Лядский сельсовет (бел. Лядскі сельсавет) — административная единица на территории Щучинского района Гродненской области Белоруссии. Административный центр — деревня Лядск.

## История
В 2002 году деревня Топилишки из Щучинского сельсовета включена в состав Лядского сельсовета.

## Состав
Лядский сельсовет включает 17 населённых пунктов:
- Амбилевцы — деревня.
- Андрушевцы — деревня.
- Доги — деревня.
- Жагуни — деревня.
- Колечицы — деревня.
- Красная — деревня.
- Кулаки — деревня.
- Лещанка — агрогородок.
- Лядск — деревня.
- Муравьевка — деревня.
- Намейки — деревня.
- Пачковщина — деревня.
- Рогачи — деревня.
- Скраги — деревня.
- Сологубовцы — деревня.
- Стародворцы — деревня.
- Топилишки — агрогородок.

## Культура
- Краеведческий музей «Из  истории родного края» в агрогородке Лещанка